# Cuento folklórico
El cuento folclórico es un tipo de narración perteneciente al pueblo de la tradición oral y que se manifiesta, principalmente, a través de la comunicación directa de un narrador, que lo sabe de memoria, frente a un auditorio. 
Los cuentos folklóricos son anónimos y no tienen una versión fija. Cada nueva narración, incluso en el caso de que sea el mismo narrador, es también un acto de creación, siendo las diferencias entre unas y otras versiones minúsculas o más importantes. Además, también se producen variantes dependiendo de la región geográfica en las cuales estos cuentos forman parte del folklore local.

## Variedades
Las variedades principales de cuentos folklóricos son:

### Cuentosmaravillososode magia
Son los llamados fairy tales (cuentos de hadas) en inglés o Märchen en alemán. Son relatos fantásticos en los cuales abundan tanto los personajes como objetos fabulosos (hadas, ogros, alfombras voladoras, etc.). Para Stith Thompson, estos cuentos son típicos de las áreas donde la cultura occidental es coextensiva.
Este grupo, posiblemente el más estudiado, es objeto de una abundante controversia científica, debido a las diversas teorías aparecidas en torno a su origen genético.

### Cuentos novelescos (Novellenmärchen, en alemán)
Transcurren en un mundo real, no fabuloso. Tienen gran riqueza episódica, al igual que los cuentos maravillosos. Categorizados dentro de los cuentos novelescos aparecen los relatos de adivinanzas, en los cuales se proponen adivinanzas, acertijos, etc., y de cuya solución se desprenderá el premio o el castigo. Para el folclorista sueco Carl Wilhelm von Sydow, el origen de estos cuentos se encuentra en los pueblos semitas.

### Cuentos religiosos
En estos cuentos intervienen, con un propósito moralizador, distintos personajes como por ejemplo Dios, la Virgen María, santos, el diablo, etc.
Hay controversia en relación con la pertenencia de este tipo de cuentos a la categoría de cuentos folclóricos, ya que algunos autores los consideran leyendas religiosas, porque, si bien las historias de estos cuentos son ficticias, para ciertos auditorios tratan de historias verdaderas, sobre todo al tratarse de personajes que son sagrados dentro de la propia cultura.

### Chistes o historietas (schwänke; jests, anecdotes)
Este grupo está conformado por relatos generalmente cortos y con fines humorísticos. Dentro de este grupo se ramifican distintos subgrupos (los cuentos de sordos, de sacerdotes, de solteronas, de maridos engañados, etc.). También se producen grandes ciclos narrativos, como es el caso, en la tradición hispanoamericana, del ciclo de Pedro de Urdemales, un pícaro de dilatada tradición peninsular que, a su paso por tierras americanas, se ha extendido por todo el continente, adoptando los más variados nombres.

### Cuentos de animales
Emparentados con las fábulas, en este grupo, conformado por relatos que suelen ser breves, los animales se comportan como seres humanos e interactúan con ellos en las pocas ocasiones en que éstos aparecen.
Según Stith Thompson hay cuatro fuentes principales para estos relatos:
1. Las fábulas literarias de la India.
2. Las fábulas de Esopo.
3. Los cuentos medievales de animales, fundamentalmente el ciclo del zorro, muy presente, por ejemplo, en el folklore argentino.
4. La tradición oral.[1]

### Cuentos de fórmula (kettenmärchen;formula tales)
Cuentos menos fantasiosos y destinados a un público infantil. Generalmente versificados mediante rima infantil. Suelen aparecer series de preguntas y respuestas, repeticiones de fórmulas, etc., y su gracia reside, según Stith Tompson, no tanto en lo que ocurre en el relato, sino en la forma en que es contado.